# Сасу, Ион
Ион Сасу (рум. Ion Sasu; 5 марта 1944, Куджир) — румынский политик, при правлении Николае Чаушеску секретарь румынского комсомола и председатель студенческой организации РКП. Был известен как приближённый Нику Чаушеску-младшего. После революции 1989 — один из основателей и второй председатель неокоммунистической СПТ. В 2004—2008 — депутат парламента от СДП и Великой Румынии. Один из основателей ПСС.

## Активист коммунистической молодёжи
Окончил философский факультет Бухарестского университета в 1968. Работал ассистентом на университетской кафедре. С 1974 по 1993 преподавал в Политехническом университете Бухареста. Потом до 2004 был проректором частного Университета Спиру Харет. Женат, имеет двоих детей.
В годы учёбы вступил в румынский комсомол и в правящую Румынскую коммунистическую партию (РКП). Занимал руководящие должности в аппарате молодёжных коммунистических организаций. Был секретарём Бухарестского и Клужского комитетов, затем ЦК комсомола. В 1975—1980 — председатель Единой ассоциации коммунистических студентов Румынии. В 1974—1978 возглавлял официозные структуры Бухарестский университетский центр и Бухарестский центр молодёжных проблем.
Ион Сасу был заметной фигурой в системе пропаганды РКП. Его выступления, выдержанные в духе культа личности Чаушеску, изобиловали благодарностями руководству за политику в области образования. В комсомоле и студенческом союзе видные посты занимал Нику Чаушеску-младший. Между сыном диктатора и Ионом Сасу сложилась карьерно-политическая связь.
В 1973 Ион Сасу активно продвигал Нику Чаушеску в руководстве Бухарестского университетского центра. Против этой кандидатуры голосовала на собрании студентка Надя Бадрус, приёмная дочь посла СРР в СССР Георге Бадруса. Она подверглась жёсткому давлению по комсомольской и университетской линии. Именно Сасу добился от Бадрус изменения позиции и голосования за Чаушеску-младшего (по последующим оценкам, он даже проявил в разговоре с ней относительную «человечность»).

## Прагматичный социалист
В декабре 1989 Румынская революция свергла режим «чаушизма». Николае Чаушеску был расстрелян, Нику Чаушеску арестован, РКП запрещена. На первый план в государственном руководстве и правящем Фронте национального спасения выдвинулись выходцы из номенклатуры, прежде известные как оппоненты Чаушеску, находившиеся в опале — подобно Иону Илиеску, Силвиу Брукану, Николае Милитару. Ион Сасу никак не относился к этому кругу.
В конце 1990 Ион Сасу участвовал в создании Социалистической партии труда (СПТ). Партия объединяла представителей бывшей номенклатуры РКП, не включённых в новую систему власти. Выступала с позиций неокоммунизма и левого национализма под лозунгами демократического социализма. Вскоре Сасу выдвинулся на вторую позицию в СПТ после Илие Вердеца.
В 1999 Сасу сменил Вердеца на посту председателя СПТ. Баллотировался в президенты Румынии на выборах 2000, занял предпоследнее место с 0,3 % голосов. Под его руководством в идеологии и риторике СПТ усилились националистические мотивы. Также СПТ стала ориентироваться на «единство левых сил» — то есть альянс с правящей Социал-демократической партией (СДП) Иона Илиеску. Это вызвало неприятие леворадикального крыла — партийные оппоненты критиковали Сасу за идеологический «оппортунизм» и прагматичное сближение с властями ради постов и мандатов. Сасу ответил кадровой чисткой, исключениями радикалов.
В 2003 Ион Сасу от СПТ и Адриан Нэстасе от СДП подписали соглашение о вступлении СПТ в СДП (радикальные неокоммунисты не признали этого и создали свою Партию социалистического альянса). Ион Сасу стал заместителем председателя СДП.

## Депутат румынского парламента
На парламентских выборах 2004 Ион Сасу был избран в палату депутатов от СДП. Представлял избирательный округ жудеца Долж. Состоял в комиссии по правам человека, религиям и проблемам национальных меньшинств, в парламентских группах по связям с Китаем, Нидерландами и Сирией. Вносил законодательные инициативы о правах жертв политических преследований 1940—1945 (период правления Иона Антонеску) и 1944—1989 (период коммунистического режима), о развитии транспортной сети, о поддержке пострадавших от стихийных бедствий, об административной реорганизации коммуны в Долже.
Поддерживал президента Илиеску и правительство Эуджена Бежинариу. Резко критиковал праволиберального президента Траяна Бэсеску и правительство Кэлина Попеску-Тэричану. Присоединялся к заявлениям против либеральных реформ (в частности, образовательной).
В сентябре 2008 Ион Сасу перешёл из левоцентристской (по самопозиционированию) СДП в правую националистическую Великую Румынию, примкнув к левонационалистическому меньшинству партии. Вскоре закончился срок его депутатской легислатуры.

## Идеолог нового проекта
В 2011 Ион Сасу включился в новый политический проект. Вместе с Октавом Козмынкэ, Тудором Мохорой, Ионом Томой Сасу основал Партию социальной справедливости.
Партия позиционируется как левоцентристская демосоциалистическая, но эксперты определили политическую суть по биографиям лидеров: все они принадлежали в СРР к номенклатуре РКП и комсомола, все побывали в СДП и потерпели неудачу во внутрипартийной конкуренции (Сасу и Мохора прошли также СПТ). В инициативной группе ПСС Ион Сасу принял идеологическое и пропагандистское направления Масштабного развития проект ПСС не получил.